# Distretto di Muhmand Dara
Il distretto di Muhmand ِِDara è un distretto dell'Afghanistan appartenente alla provincia del Nangarhar. Viene stimata una popolazione di 22 687 abitanti (stima 2016-17).